# Bernard Paumier
Pour les articles homonymes, voir Paumier (homonymie).
Bernard Paumier, né le 2 décembre 1909 à Selles-sur-Cher et mort le 15 mai 1995 à Saint-Aignan-sur-Cher, est un homme politique français. Membre du Parti communiste français, il est député du Loir-et-Cher de 1945 à 1951 et de 1956 à 1958.

## Biographie
Né dans une famille de vignerons, Bernard Paumier travaille dans l'exploitation familiale après avoir obtenu le certificat d'études primaires. Il adhère aux Jeunesses communistes en 1927. Il est le candidat du PCF aux élections législatives de 1936, dans la deuxième circonscription de Loir-et-Cher. Il devient permanent du parti l'année suivante, affecté à la section agraire, aux côtés de Waldeck-Rochet avec lequel il participe au lancement du journal La Terre.
Il participe à la Résistance comme « dirigeant national paysan ». En juin 1941, absent de son domicile, il échappe à l'arrestation, mais pas son jeune frère Clotaire Paumier (né en 1924) qui, d'abord interné au camp de Royallieu à Compiègne, est déporté à Auschwitz dans le convoi du 6 juillet 1942.
En 1944, Bernard Paumier est membre de la commission agricole du Conseil national de la Résistance et participe aux travaux de l'Assemblée consultative.
Il est élu député de Loir-et-Cher en octobre 1945, puis en juin 1946. Membre de la commission des finances et du contrôle budgétaire, il intervient en particulier sur les questions agricoles et viticoles. 
Il perd son siège en juin 1951, mais le retrouve de 1956 à 1958.
De 1959 à 1966, il est secrétaire administratif du comité central d’entreprise de la SNECMA.
En 1965, Bernard Paumier est élu maire de Chémery, puis réélu en 1971 et 1977.
Bernard Paumier était le frère du militant communiste et résistant Robert Paumier.

## Distinction
- Chevalier de la Légion d'honneur (1985)